# Club sandwich

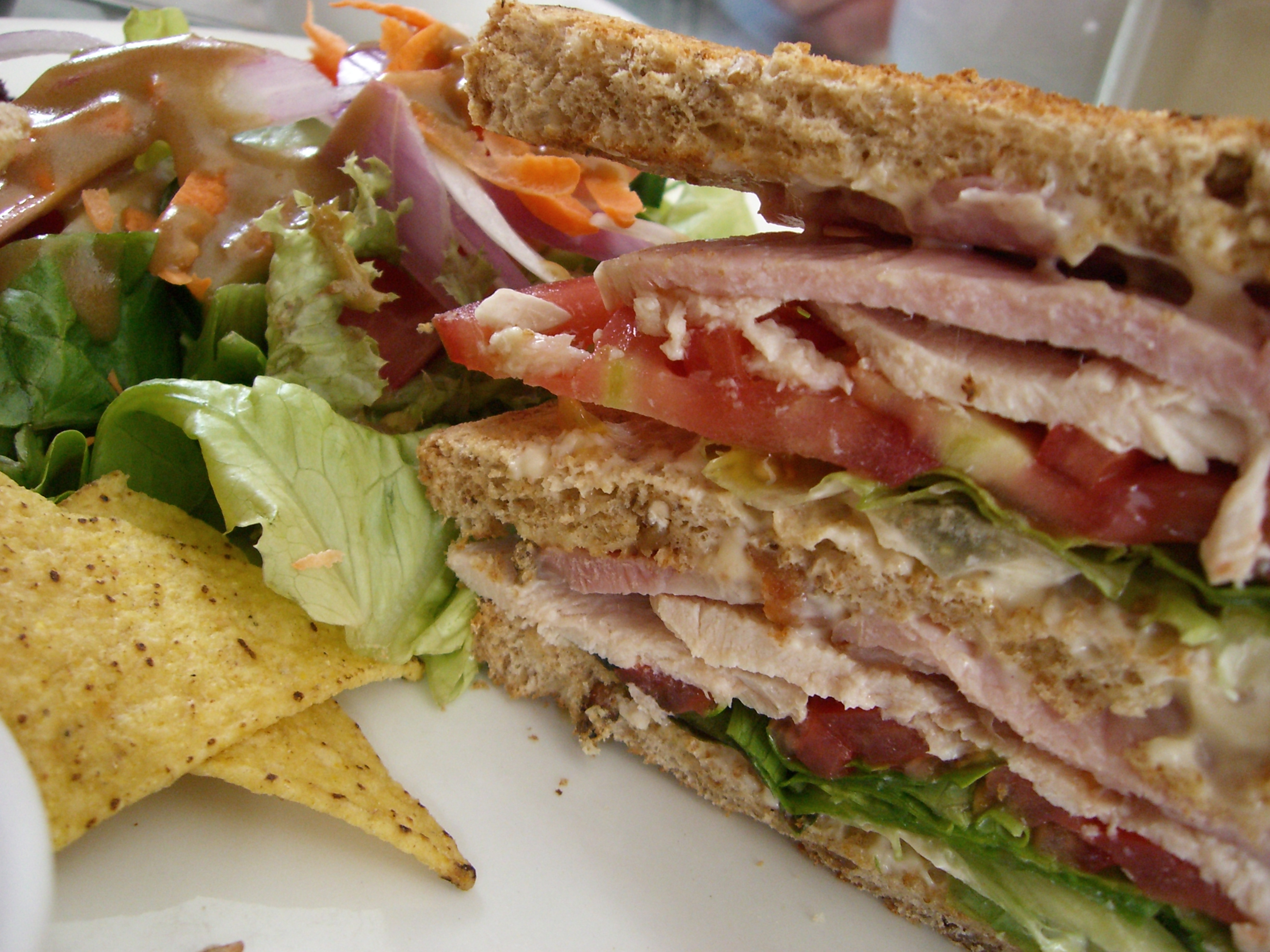
Detalle del interior de un club sandwich.

Un club sandwich, denominado también clubhouse sandwich, es un tipo de sándwich servido frecuentemente con doble piso y cortado en cuatro partes, para su elaboración se requiere tres (en lugar de dos) rebanadas de pan tostado. 

## Características
Los ingredientes tradicionales de un sándwich club son: carne de pavo, panceta, queso en rebanadas, hojas de lechuga bien picadas, tomate en rebanadas, y mayonesa servida en una tostada. Las variantes de este sándwich pueden sustituir el pavo por unas pechugas de pollo a la plancha o unos trozos de ternera asada e incluso posiblemente jamón en lugar de panceta. Es generalmente servido junto con papas fritas.
Los Club sándwiches pueden tener una salsa denominada "secreta" y que puede ser específica del local que los sirve. Los Club sándwiches elaborados en el sur de Estados Unidos incluyen algún tipo de chili que les da un sabor particular.

## Orígenes
El sandwich original estaba hecho con rebanadas de pollo, jamón y queso.
La primera receta escrita, por su parte, data de 1903, en el libro Good Housekeeping Everyday Cook Book.

## Variantes
En Dinamarca un sándwich club se refiere a una tostada rellena de pollo, salsa curry, panceta, y generalmente lechuga y tomate. En Canadá los mejores Clubs se pueden encontrar en Quebec, donde aparece en los menús como "casse-croute" (snack bar), generalmente acompañados por una porción de repollo y aderezo césar. En España está muy asociado a cadenas de comida americana y en el Reino Unido los sándwiches han aparecido unidos a los estilos Deli-style y cadenas de comida rápida.